# Палоносетрон
Палоносетрон (лат. Palonosetronum) — лекарственное средство,  которое используется для предотвращения тошноты и рвоты, связанных с цитотоксическими эффектами химиотерапии. Препарат является блокатором серотониновых 5-HT3-рецепторов.
Палоносетрон обычно вводят внутривенно одной дозой, за 30 минут до химиотерапии, или капсулу перорально за один час до химиотерапии. Палоносетрон имеет более продолжительный период полувыведения и выраженную связь с рецепторами по сравнению с другими 5-HT3 антагонистами.
Также был одобрен в США (Akynzeo) для применения в комбинации с другими препаратами: палоносетрон/нетупитант(2014) и палоносетрон/фоснетупитант(2018).